# 국영 매체
국영 방송(國營放送, state media)는 국가 자체가 방송의 경영 주체로 되어 있는 경우를 뜻한다.
한국과 같이 3면이 바다로 둘러 싸인 나라에서는 방송에 사용할 수 있는 전파가 풍부하지만 유럽과 같이 인접국과 육속(陸續)된 경우에 있어서는 한 나라에서 자유로이 이용할 수 있는 전파의 수는 극히 제한을 받게 된다. 이로 인하여 제한된 전파를 사용하여 국민에게 고루 방송의 혜택을 주기 위해서는 국가가 직접 방송을 경영하는 것이 좋겠다는 생각으로 유럽, 특히 동유럽 여러 나라에서 국영 방송을 경영하는 나라가 많다. 또한 아시아와 아프리카 여러 나라에서는 주로 국가 이외에 방송을 경영할 만한 능력이 있는 기관이 없기 때문에 국영 방송을 운영하는 곳도 많다.
국영 방송의 경우에는 그 재원이 국가 경비에 의하여 충당되는 일이 많으나, 방송 경영에 의해 특별히 시청료를 징수하는 경우도 있으며, 광고 방송에 의한 수입을 경비의 일부에 충당하는 곳도 있다.
현재 한국의 국영 방송에는 KTV 국민방송, 국회방송, KFN TV, KFN 라디오, 한국교통방송, TBS 교통방송이 있다.

## 같이 보기
- 공영 방송
- 민영 방송